# Dextrogaster suecica
Dextrogaster suecica is een zakpijpensoort uit de familie van de Corellidae. De wetenschappelijke naam van de soort werd in 1962 voor het eerst geldig gepubliceerd door Françoise Monniot. De nieuwe soort werd gevonden in de grindbodem van het Kattegat (Monniot hield het op het Skagerrak) ten oosten van Byxeskären, een klein eilandje voor de kust van Zweden, op een diepte van 20 meter. Monniot richtte tegelijk het nieuwe geslacht Dextrogaster op voor deze soort.